# Садова вулиця (Київ, Солом'янський район)
Садо́ва ву́лиця — вулиця у Солом'янському районі міста Києва, селище Жуляни. Пролягає від вулиці Дмитра Луценка до вулиці Територіальної оборони. 
Прилучаються вулиці Сергія Колоса, Котляревського, Київська, Отця Анатолія Жураковського та Садовий провулок.

## Історія
Виникла у 1-й половині XX століття (1940-ві роки) під нинішньою назвою як одна з нових вулиць села Жуляни, куток П'ятихатки. 